# Sur la planche
Sur la planche es una película marroquí dirigida por Leïla Kilani y estrenada en 2011. Producida entre Marruecos, Francia y Alemania, la cinta fue exhibida en la Quincena de Realizadores del Festival de Cannes de 2011 y recibió la Mención Especial del Jurado en el evento Paris Cinema, además de otros reconocimientos en diversos festivales internacionales.

## Sinopsis
Badia es una joven de 20 años que trabaja con su amiga Imane en una fábrica de producción de camarones en Tánger. Ambas sueñan con trabajar en la zona franca de la ciudad como obreras textiles y recibir un pago mensual que les de una mejor calidad de vida. Mientras tanto conocen a dos jóvenes llamadas Nawal y Asma, quienes las convencen de iniciarse en el mundo de la delincuencia.

## Reparto
- Soufia Issami es Badia
- Mouna Bahmad es Imane
- Nouzha Akel es Asma
- Sara Bitioui es Nawal